# Severomorsk
Severomorsk (rusky Североморск) je město v Murmanské oblasti na severozápadě Ruské federace. Leží na východním břehu Kolského zálivu zhruba dvacet kilometrů na severovýchod od Murmansku. Jedná se o uzavřené město, které je hlavní základnou Severního loďstva. Jsou zde také největší suché doky v rámci poloostrova Kola.
Žije zde 55 005 obyvatel (2022). Severomorsk je šesté největší město za polárním kruhem.
Na ruskou železniční síť je Severomorsk napojen přes Murmanskou železniční magistrálu vedoucí do Petrohradu.
Roku 1969 v Severomorsku bylo založeno „Rádio Severomorsk“ jako městská pobočka stanice Murman.

## Partnerská města
- Grozný, Rusko
- Kemi, Finsko
- Tervola, Finsko